# Bergambacht

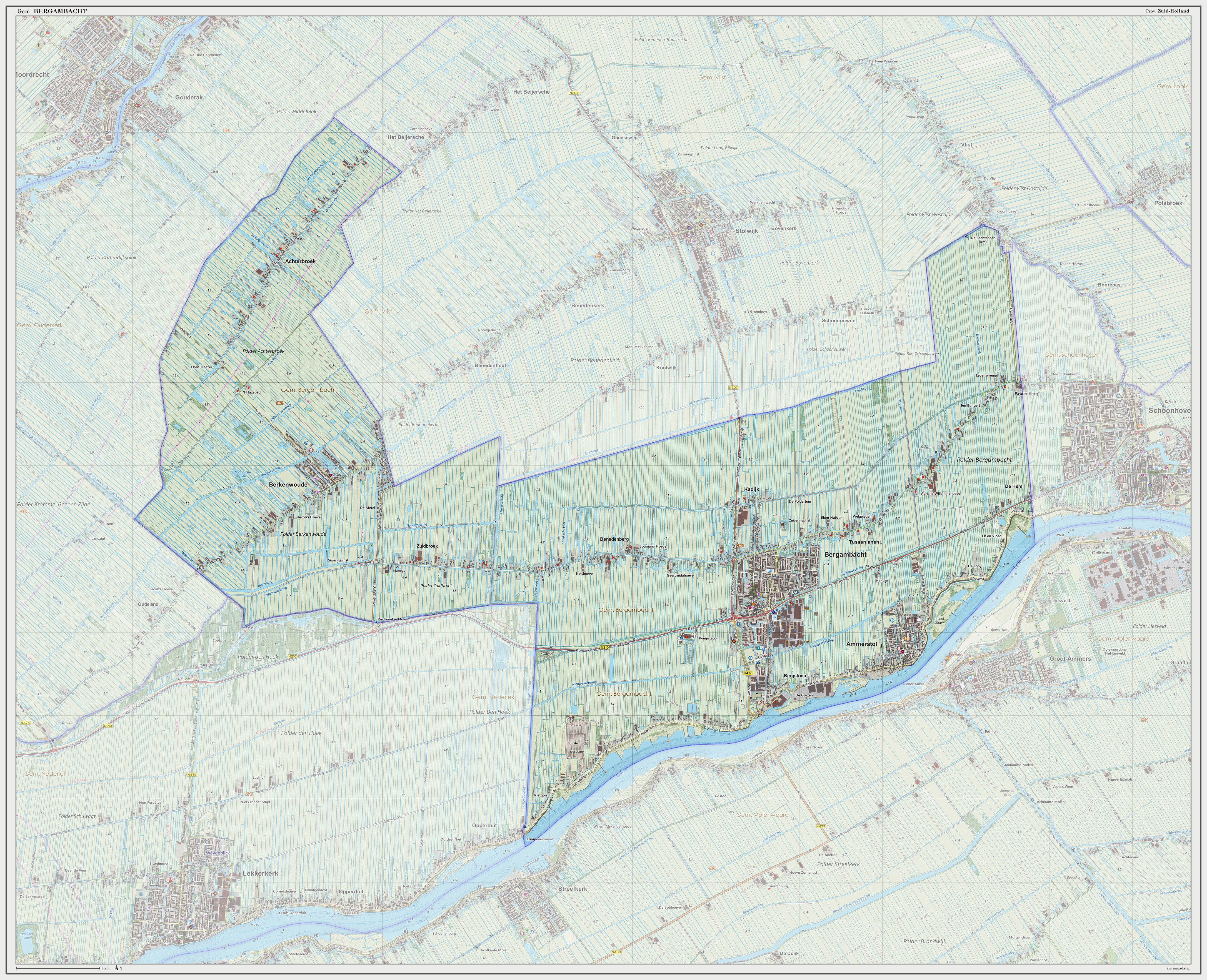
Topografische kaart van de voormalige gemeente Bergambacht (september 2014)

Bergambacht (uitspraakⓘ) is een dorp en voormalige gemeente in de Krimpenerwaard in de Nederlandse provincie Zuid-Holland. In 2018 telde de plaats Bergambacht 5.080 inwoners, waarvan 2.490 (49%) mannen en 2.590 (51%) vrouwen. Inclusief buitengebied bevat Bergambacht 7.150 inwoners (2023). Bergambacht heeft een oppervlakte van 38,18 km² (waarvan 2,67 km² water). Binnen de voormalige gemeentegrenzen lagen ook de dorpskernen van Ammerstol en Berkenwoude. In 2018 telde de voormalige gemeente Bergambacht (inclusief Ammerstol en Berkenwoude) 8.485 inwoners, waarvan 5.080 in de plaats Bergambacht (60%).

## Geschiedenis
De gemeente Bergambacht werd vroeger ook 's Heeraartsberg en Bergambacht genoemd. In het dorp lag tot 1909 het kasteel 's Heeraartsberg.
De gemeente was op 1 januari 1985 ontstaan bij de gemeentelijke herindeling van gemeenten in de Krimpenerwaard. Hierbij werden de toen opgeheven gemeenten Ammerstol en Berkenwoude aan Bergambacht toegevoegd.
De Gedeputeerde Staten hebben op 3 februari 2009 een commissie ingesteld die moet gaan onderzoeken hoe de gemeente Bergambacht op kan gaan in een grotere gemeente. Het K5-samenwerkingsverband met de gemeenten Nederlek, Ouderkerk, Schoonhoven en Vlist was daarvoor de basis. Dit resulteerde in het Herindelingsadvies Krimpenerwaard van 10 november 2010 en het wetsbesluit op 19 juni 2014. Op 1 januari 2015 zijn de vijf gemeenten gefuseerd tot de nieuwe gemeente Krimpenerwaard.

## Kernen
De gemeente Bergambacht bestond uit de volgende kernen:
- dorp Ammerstol
- dorp Bergambacht met de buurtschappen:
  - Benedenberg
  - Bovenberg (deels)
  - Bergstoep
  - De Hem
  - Kadijk
  - Tussenlanen
  - Zuidbroek
- dorp Berkenwoude met de buurtschappen:
  - Achterbroek
  - 't Beijersche (deels)

Het gemeentehuis was gevestigd in Bergambacht.

## Bekende personen uit Bergambacht
- Jan Pieterszoon Smits 1745-1823), burgemeester
- Jan Blanken (1755-1838), waterbouwkundig ingenieur
- Jan Smits van der Goes (1793-1874), notaris en burgemeester
- Pieter Johannes Smits (1829–1889), burgemeester
- Aart Kok (1921-2009), dichter
- Willem Blanken (1923-2009) burgemeester
- Wim Kok (1938-2018), vakbondsbestuurder en politicus
- Arie van Erk (1957), wethouder en burgemeester
- Nina den Hartog (1998), zangeres
- Robbert Rodenburg (1998),

youtuber en acteur
Milo ter Reegen (1999) lid van youtube groep en boyband Bankzitters
- Lucy Heij (2006), voetbalster

## Monumenten
In de voormalige gemeente zijn een aantal rijksmonumenten en oorlogsmonumenten, zie:
- Lijst van oorlogsmonumenten in Bergambacht
- Lijst van rijksmonumenten in Bergambacht (plaats)

## Politiek

### Gemeenteraad
De gemeenteraad van Bergambacht bestond uit 13 zetels. Hieronder staat de samenstelling van de gemeenteraad sinds 1990:
| Gemeenteraadszetels        | Gemeenteraadszetels | Gemeenteraadszetels | Gemeenteraadszetels | Gemeenteraadszetels | Gemeenteraadszetels | Gemeenteraadszetels |
| Partij                     | 1990                | 1994                | 1998                | 2002                | 2006                | 2010                |
| -------------------------- | ------------------- | ------------------- | ------------------- | ------------------- | ------------------- | ------------------- |
| Gemeentebelang Bergambacht | 3                   | 4                   | 4                   | 5                   | 5                   | 5                   |
| ChristenUnie/SGP           | -                   | -                   | -                   | 3                   | 3                   | 3                   |
| PvdA                       | 3                   | 3                   | 3                   | 2                   | 3                   | 2                   |
| VVD                        | 3                   | 2                   | 2                   | 1                   | 1                   | 2                   |
| CDA                        | 2                   | 2                   | 1                   | 2                   | 1                   | 1                   |
| SGP/RPF                    | -                   | 2                   | 3                   | -                   | -                   | -                   |
| RPF                        | 2                   | -                   | -                   | -                   | -                   | -                   |
| Totaal                     | 13                  | 13                  | 13                  | 13                  | 13                  | 13                  |

### College
Het laatste college van B&W werd gevormd door waarnemend burgemeester A. van Erk (Gemeentebelang Bergambacht) (van 2005 t/m 2014) en de wethouders D. Blok (Gemeentebelang Bergambacht) en J. Vente (ChristenUnie/SGP).

## Aangrenzende gemeenten vóór 2015
| Aangrenzende gemeenten | Aangrenzende gemeenten | Aangrenzende gemeenten | Aangrenzende gemeenten | Aangrenzende gemeenten |
| ---------------------- | ---------------------- | ---------------------- | ---------------------- | ---------------------- |
| Gouda                  |                        | Vlist                  |                        |                        |
|                        |                        |                        |                        |                        |
| Ouderkerk              | Schoonhoven            |                        |                        |                        |
|                        |                        |                        |                        |                        |
| Nederlek               |                        | Liesveld               |                        |                        |

## Waterwinning
In Bergambacht zijn twee waterleidingbedrijven actief:
- Dunea (voorheen Duinwaterbedrijf Zuid-Holland) heeft een pompstation waar water uit de Afgedamde Maas wordt voorgezuiverd en daarna doorgepompt naar de duinen bij Scheveningen. Vroeger won het station wel water direct uit de Lek. Het station bedient regio Den Haag, Zoetermeer en omstreken. Het pompstation ligt aan de westkant van Bergambacht (richting Lekkerkerk) aan de Provincialeweg 1 en werd geopend in 1955.
- Oasen (voorheen de Goudse Waterleiding Maatschappij) wint water met als bron geïnfiltreerd rivierwater uit de Lek. Het station bedient regio Gouda en omstreken. Het zuiveringsstation C. Rodenhuis ligt aan de oostkant (richting Schoonhoven) van Bergambacht aan de Provincialeweg 11A en werd geopend in 1968.

## Afbeeldingen

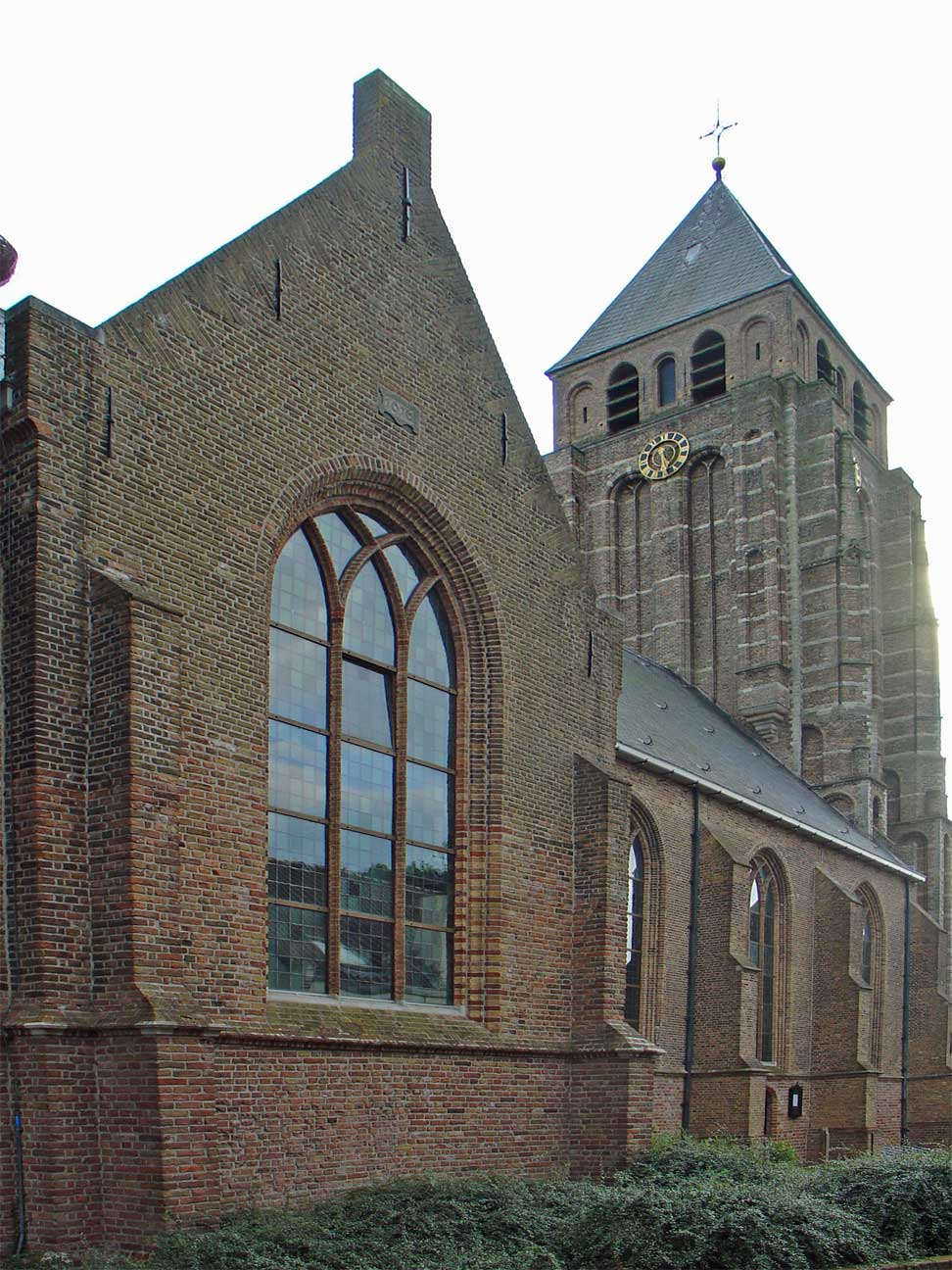
Kerk van Bergambacht
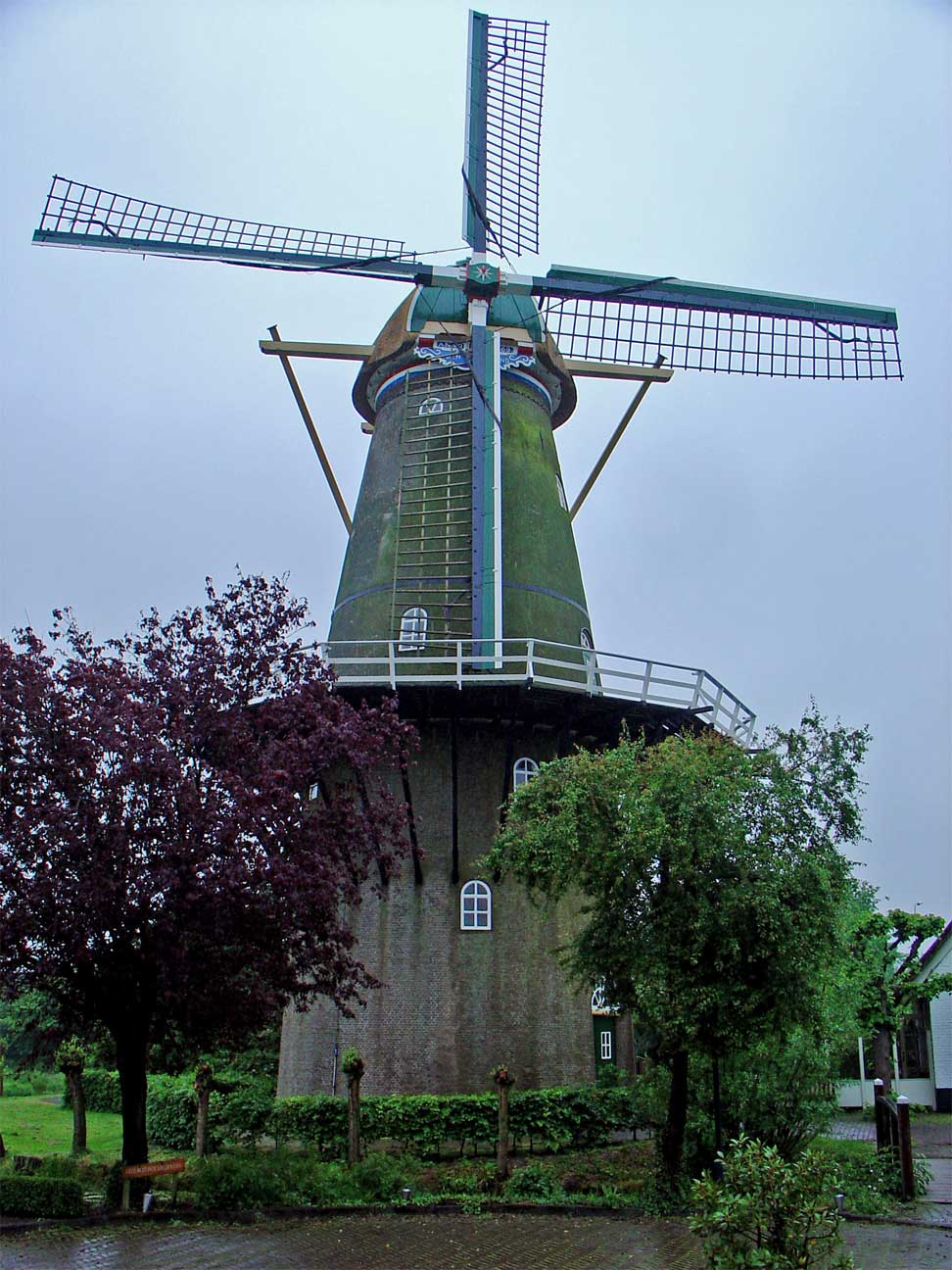
Molen Den Arend te Bergambacht
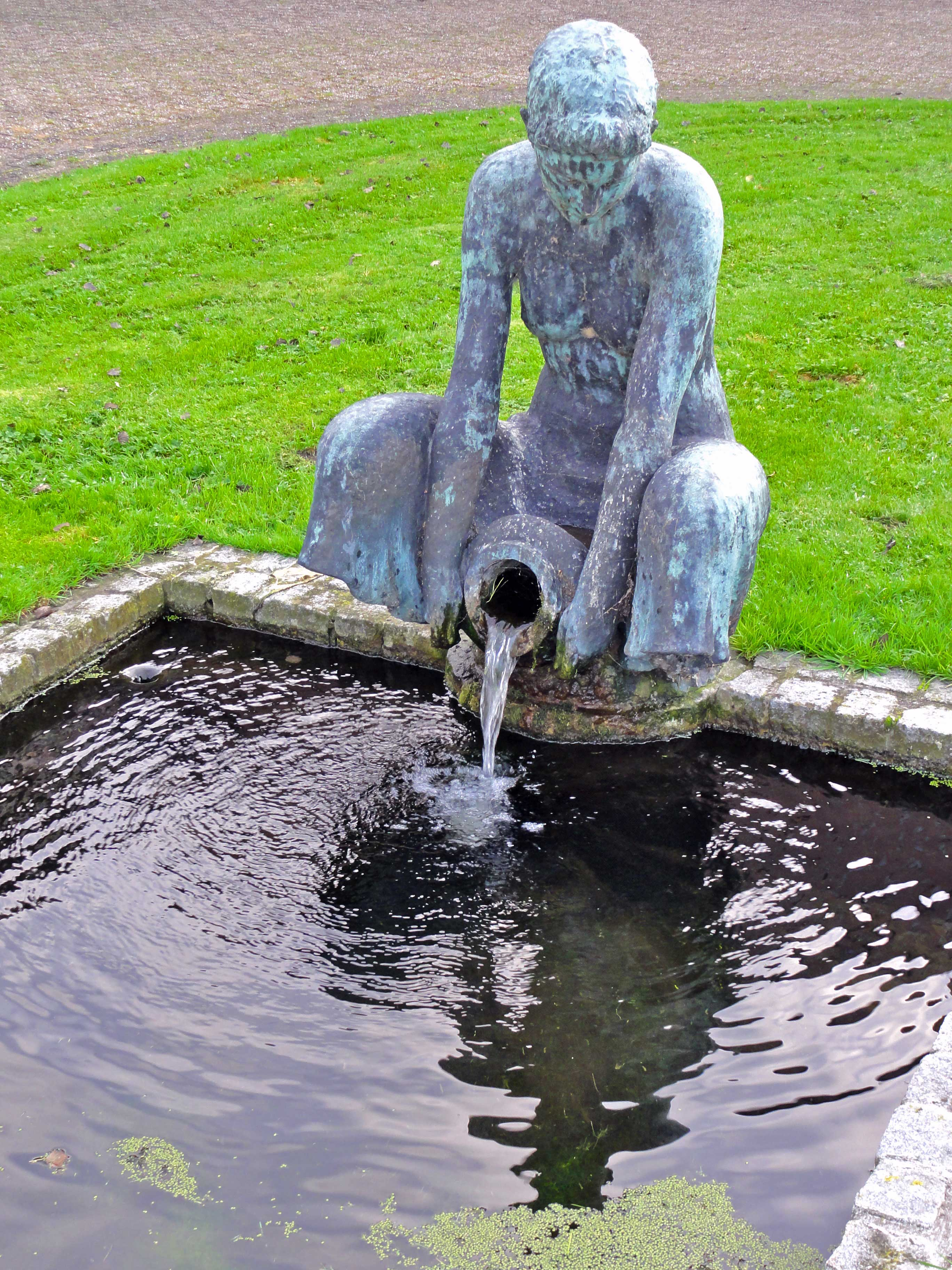
Vrouwenfiguur met waterkruik, Duneagebouw